# Филики Этерия

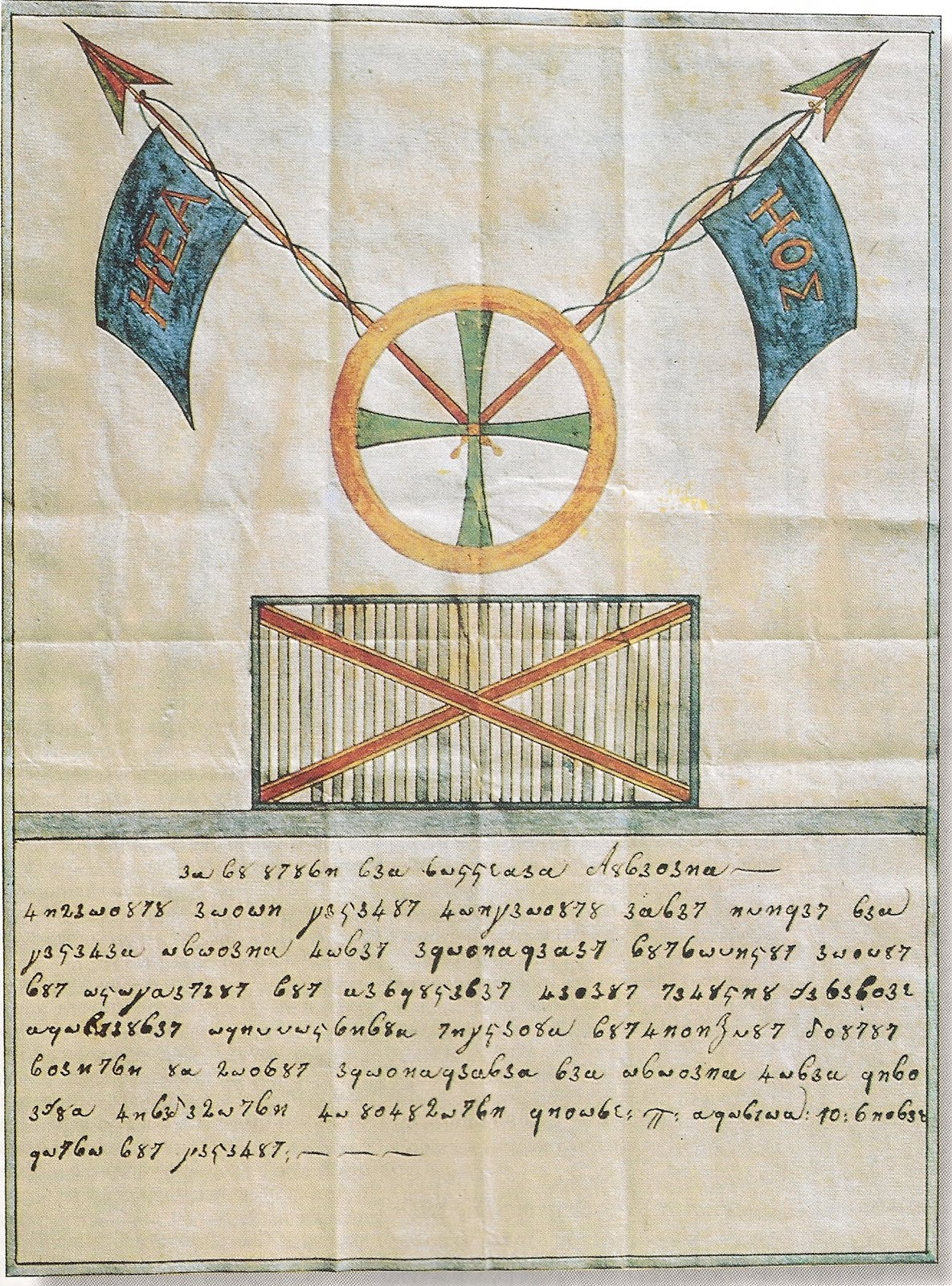
Диплом члена ("иерея") «Филики этерия»

«Филики́ этери́я» (греч. Φιλική Ἑταιρεία — дружественные земляки или «общество друзей») — тайное общество (подпольная организация) греков, существовавшее в начале XIX века, целью которого было создание независимого греческого государства (см. статью Великая идея (Греция)).
Членами «Этерии» (агентами) были молодые греки в Греции в Понте (в то время — в составе Османской империи) и Российской Империи в Одессе.

## Начало деятельности
С идеей независимости от османского ига и под влиянием разных тайных обществ Европы того времени, греки собрались в Одессе 14 сентября 1814 года и составили устав секретного общества, которое должно было подготовить Грецию к восстанию. Среди собравшихся были Николаос Скуфас, Эммануил Ксантос, Атанасиос Цакалоф. Скуфас был знаком с карбонарием Константиносом Радосом, Ксантос был членом масонской ложи в Леваде, а Цакалоф — один из основателей организации «Грекоязычная гостиница», которая не пользовалась успехом.
Сначала «Филики этерия» росла медленно. В 1814—1816 годах в ней было около 20 членов. В течение 1817 года общество пополнялось, в основном, греками из России, Молдавии и Валахии, но число членов не превышало 30. С 1818 года началось массовое вступление в «Этерию». Общество приобрело влияние во многих исторических областях Греции и в греческих диаспорах в других странах.
Первоначально штаб-квартира Общества была в Одессе, затем была переведена в Константинополь. Предложение перевести центр на гору Пелион, а затем на полуостров Мани, куда никогда не доходили турки, не было осуществлено.
В первые месяцы 1821 года в «Этерии» было около 1000 человек, среди них торговцы, духовенство.

## Структура

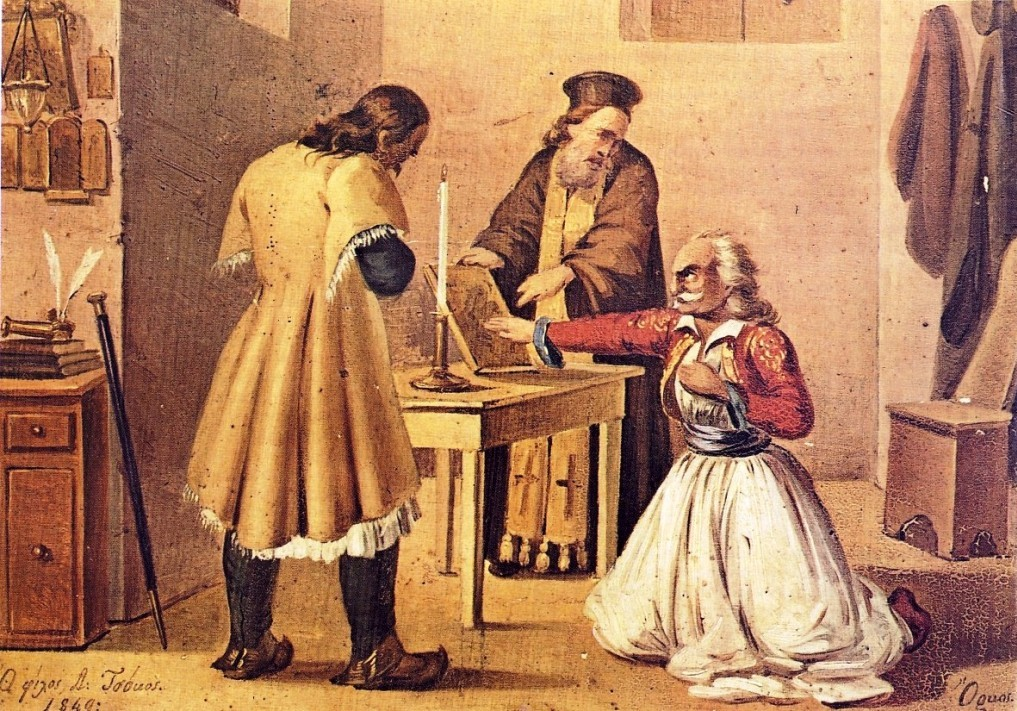
Клятва вступающего в «Филики этерия»

Структура «Этерии» была похожа на структуру масонов и карбонариев. Во главе стояла «Невидимая власть» (греч. Αόρατος Αρχή), состав которой был строжайшей тайной, что позволяло намекать на членство весьма важных лиц, таких как император Александр I. На самом деле это были только три основателя, с 1815 по 1818 там добавилось пять и после смерти Скуфаса ещё три человека. В 1818 году «Невидимая власть» была переименована в «Власть 12 апостолов», каждый «апостол» отвечал за определённый регион.
Вся структура «Этерии» была пирамидальная. На вершине находилась «Невидимая власть». Никто не знал и не мог спрашивать о ней. Её приказы не обсуждались, члены не могли принимать собственных решений. Общество именовалось «храм» и имело четыре уровня посвящения: α) Братья (греч. αδελφοποιητοί) или Вламиды (греч. βλάμηδες), β) Рекомендованые (греч. συστημένοι), γ) Жрецы (греч. ιερείς), δ) Пастыри (греч. ποιμένες).

## Подготовка к восстанию
В 1817 году в Общество вступил сербский повстанческий лидер Карагеоргий, но вскоре он был убит своим соперником Милошем Обреновичем.
В 1818 году место заседания «Этерии» переместилось из Одессы в город Константинополь. Смерть Скуфаса была большой потерей для общества. Остальные участники попытались найти крупную личность, чтобы поручить управление, сохранить авторитет общества и «пустить свежий воздух». В начале 1818 года они пригласили Иоанна Каподистрия, но он не только отказался, но и написал, что «Филики этерия» виновна в беспорядках в Греции. Также отказался от предложенного членства в Обществе находившийся после смещения в 1808 году с престола на Афоне Патриарх Григорий V, которого посетил апостол Иоан Фармакис.
В апреле 1820 года руководителем (капитан-генералом) был избран Александр Ипсиланти. Началась подготовка к восстанию, создавались военные объединения, кроме прочих корпус добровольцев, в основном из греческих студентов из России, под названием «Священный Корпус».

## Известные члены общества
- Газис, Антимос
- Секерис, Панайотис
- Варваци, Иван Андреевич
- Александр Ипсиланти
- Герман, митрополит Старых Патр
- Карагеоргий
- Папафлессас
- Манто Маврогенус
- Катакази, Гавриил Антонович
- Дмитрий Павлович Ватикиоти
- Панайотис Анагностопулос

Параскевопулос Харалампос.